# ليلى الصباغ
ليلى الصباغ (1924 - 2013) مربية وأكاديمية وكاتبة سورية، تعتبر أول امرأة تدخل مجمعاً علمياً عربياً.

## حياتها العملية
نالت شهادة البكالوريوس من كلية الآداب في جامعة القاهرة - قسم التاريخ سنة 1947 ثم حازت درجتي الماجستير والدكتوراه في «تاريخ العرب الحديث»، تولت إدارة مدرسة التجهيز الأولى للبنات (زكي الأرسوزي) بين عامي 1954 و 1963 شغلت منصب مفتش خبير موجه لمادتي التاريخ والجغرافيا في الإدارة المركزية في وزارة المعارف عام 1963 انتدبت كأستاذ زائر في جامعة الجزائر عام 1966 ثم عملت بين سنتي 1968 و 1971 في مديرية البحوث التابعة لوزارة التعليم العالي والبحث، وألقت العديد من المحاضرات والندوات في الإذاعة السورية والجمعيات الثقافية والعلمية وانتقلت للتدريس الجامعي في كلية الآداب بجامعة دمشق عام 1971 واعتمد كتابها «دراسة في منهجية البحث التاريخي» كمادة تدرس في جامعة دمشق، ثم تولت منصب «أستاذ زائر» في جامعة العين في الإمارات العربية المتحدة عام 1993. تقديراً لجهودها في مجال التعليم قامت لجنة الأكاديميين العرب بتكريمها عام 2000 فنالت عضوية مجمع اللغة العربية بدمشق. وذلك إثر تصويت قام به المجمع؛ فاختيرت خلفاً للدكتور الراحل حسني سبح. وكانت من الأعضاء العاملين في الموسوعة العربية الشاملة التي تصددرها هيئة عامة علمية تأسست في دمشق1981

## آثارها
من مؤلفاتها:
- نساء ورجال في الأدب والسياسة وإصلاح المجتمع.[6]
- «دراسة في منهجية البحث التاريخي» [7]
- «معالم تاريخ أوروبا في العصر الحديث» [8]
- الجاليات الأوروبية في بلاد الشام في العهد العثماني (في القرن السادس عشر والسابع عشر).[9]
- من أعلام الفكر العربي في العصر العثماني الأول.[10]
- فلسطين في مذكرات الفارس دارفيو، دار المكتب الإسلامي للنشر،1994.[11]

## وفاتها
توفيت في 7 فبراير 2013م، في دمشق، وشيع جثمانها من جامع البدر في حي المالكي., وقد أقام مجمع اللغة العربية بدمشق حفلا تأبينياً لها تضمن كلمات ألقاها عدد من رجال الفكر والعلم والثقافة تناولت العديد من مزاياها وعطاءاتها الثقافية.